# وانة
ناحية وانه تقع شمالي العراق وتتبع لمدينة الموصل و في الجزء الشمالي الغربي للمدينة، وتتميز بقربها من نهر دجلة، ويُطلق عليها عروسة دجلة، وتتبع إدارياً إلى قضاء تلكيف الواقع في محافظة نينوى، ويأتي موقعها بين مدينتي الموصل ودهوك، وتبعد عن سد الموصل حوالي 12كم.

## سد الموصل ومدينة وانه
يعد سد الموصل أكبر سد في دولة العراق، ويُعرف هذا اسد أيضاً باسم سد صدام، إذ تم إنشاء على عهد صدام حسين عام 1981، ويقع على نهر دجلة ويتبع لمحافظة نينوى، وتم إنشاؤه بغرض توليد الطاقة الكهربائية وتجميع المياه لعمليات الري، ويتميز السد بقدرة استيعابية تصل إلى 11.1 متراً مكعب، وينتج طاقة كهربائية لمحافظة الموصل، التي تضم ما يقارب الـ 2.5 مليون مواطن عراقي، ويُصنّف سد الموصل على أنه رابع أكبر سد في الشرق الأوسط بالنسبة القدرة الاستيعابية، يعتمد السد على الجليد المذاب من تركيا، إذ تبعد عنه 110كم إلى الشمال، ويعتبر أخطر سد في العالم ويهدد بشكل رئيسي مدينة وانة لقربها الكبير منه، ويشكل العامل الرئيسي في خطورة السد طبيعة الصخور القابلة للذوبان التي أنشئ عليها، وتم إعادة تأهيل هذا السد من خلال إعمال صيانة وحقن السد.

## الاقتصاد
يعتمد سكان مدينة وانة على الزراعة كباقي المناطق التابعة لمدينة الموصل، وصيد الحيوانات البرية، كما تعد مهنة صيد السمك من نهر دجلة مصدر الرزق الأساسي، ويوجد في المدينة سوق عام يعرف بـ سوق العصري ويحتوي على محال تجارية متنوعة تضم؛ أسواق خضار، أسواق تموينية، محال لشراء وبيع الهواتف الذكية ومعارض لتجارة السيارات والزوارق والدراجات الهوائية.

## السكان
تضم مدينة وانة ما يقارب 33 قرية. ويبلغ مجمل مساحتها حوالي 9000 آلاف دونم، ويبلغ تعدادها السكان ما يزيد عن 47 ألف نسمة، وتعتبر هذه المدينة أو المدينة إحدى مناطق الحضارة الاشورية؛ إذ يوجد فيها أماكن أثرية مثل؛ تل الميدان الأثري في الشمال، وتل انكيجا الأثري في المنطقة الجنوبية على نهر دجلة، وتتبع لحضارة بلد اسكي الموصل، ويتحدث سكانها اللغة الكردية، وهي لهجة قريبة من لهجة أهالي محافظة السليمانية، وتنحدر عشائر المنطقة من السادة العلوية الحسينية، بالإضافة إلى عشائر من مختلف المذاهب والقوميات.